# 麒麟龙蜥
麒麟龙蜥（学名：Diploderma qilin）一种分布于中华人民共和国云南省西北部迪庆藏族自治州的金沙江河谷地带的爬行动物，隶属于鬣蜥科（飞蜥科）龙蜥属。模式产地为德钦县拖顶傈僳族乡拖顶村巴龙村民小组。种加词取自中国古代传说的神兽——麒麟，麒麟是龙的儿子，身体为金黄色，与本种喉斑的颜色类似。
2020年部分中国学者建议将 Japalura 的中文名改为“龍蜥屬”，而将 Diploderma 的中文属名改名为“攀蜥屬”。故本种在有些资料中又被称为“麒麟攀蜥”。然而也有学者反对这种不必要的中文名变更，建议维持物种中文名的稳定性。在中国科学院昆明动物研究所研究人员主编的《中国两栖、爬行动物分类变动汇总》中也未接收该建议，仍将 Diploderma 称为“龙蜥属”。

## 保护
本种于2023年被收录入《有重要生态、科学、社会价值的陆生野生动物名录》。